# Lechovice (Pavlov)
Lechovice (německy Lechowitz) jsou osada a katastrální území obce Pavlov v okrese Šumperk. Nachází se jihovýchodně od Pavlova, asi 4 km jihozápadně od Loštic a asi 8 km jihozápadně od Mohelnice. V roce 2011 zde žilo 95 obyvatel v 39 domech.
Osadou prochází silnice III/37325. První písemná zmínka pochází z roku 1490. Nachází se zde kaple Panny Marie a šest rybníků na nepojmenovaném potoce, který tudy protéká a vlévá se do potoka Radnička, levostranného přítoku řeky Třebůvky. Jihovýchodně od Lechovic se nachází přírodní památka Rodlen.
| Rok            | 1869 | 1880 | 1890 | 1900 | 1910 | 1921 | 1930 | 1950 | 1961 | 1970 | 1980 | 1991 | 2001 | 2011 |
| -------------- | ---- | ---- | ---- | ---- | ---- | ---- | ---- | ---- | ---- | ---- | ---- | ---- | ---- | ---- |
| Počet obyvatel | 216  | 206  | 191  | 174  | 171  | 175  | 157  | 127  | 110  | 96   | 89   | 68   | 85   | 95   |
| Počet domů     | 36   | 38   | 38   | 38   | 38   | 38   | 38   | 38   | –    | 28   | 27   | 30   | 33   | 39   |